# Злотнічкі (Великопольське воєводство)
Злотнічкі (пол. Złotniczki, нім. Güldenhof) — село в Польщі, у гміні Победзиська Познанського повіту Великопольського воєводства.
Населення — 161 особа (2011).
У 1975-1998 роках село належало до Познанського воєводства.

## Демографія
Демографічна структура станом на 31 березня 2011 року:
|          | Загалом | Допрацездатний вік | Працездатний вік | Постпрацездатний вік |
| -------- | ------- | ------------------ | ---------------- | -------------------- |
| Чоловіки | 77      | 15                 | 56               | 6                    |
| Жінки    | 84      | 19                 | 52               | 13                   |
| Разом    | 161     | 34                 | 108              | 19                   |